# Nyck de Vries
Hendrik Johannes Nicasius "Nyck" de Vries (IPA: [niːk də ˈvris]; Sneek, 1995. február 6. –) holland autóversenyző, a Formula Renault 2.0 európai- és alpesi sorozatának győztese, továbbá a 2019-es FIA Formula–2 szezon és a 2020–2021-es Formula–E világbajnokság első helyezettje. 2009 januárjától 2019 júliusáig a McLaren Formula–1-es csapatának akadémiájának tagja volt. 2023-ban az AlphaTauri csapatnál versenyzett.

## Pályafutása

### A kezdetek
De Vries gokartozással kezdte pályafutását, amelyben a 2007-es év jelentett áttörést, amikor a KF3 kategóriában kezdett el versenyezni. Ebben az évben a belga és holland bajnokságban második helyen végzett. 2008-ban megnyerte a WSK világszéria KF3 kategóriáját, valamint a német junior-bajnokságot. 2009-ben megvédte mindkét címét. 2010-ben megnyerte a gokart-világbajnokságot is.
2012-ben, 17 évesen az R-Ace GP versenyzőjeként debütált a Formula Renault 2.0-ban, ahol év végén 5. helyen végzett a bajnokságban és kiérdemelte az "Év újonca" címet. 2014-ben 1. helyezett lett a Formula Renault 2.0 Alps és a Formula Renault 2.0 Európa-kupában is a Korianen GP-vel. 2015-ben a DAMS versenyzőjeként 3. helyezett lett a Formula Renault 3.5-ben. 2016-ban a GP3-ban az ART Grand Prix-val versenyzett, ahol két futamgyőzelmet, továbbá öt dobogót szerzett, ezzel a 6. helyen végzett a bajnokságban.

### Formula–2
2017-től a FIA Formula–2-es bajnokságban versenyzett. Debütáló évében öt dobogós helyezést ért el. Első futamgyőzelmét a monacói sprintversenyen aratta. Teljesítményével a 7. helyen zárt év végén. A szezon végén aláírt a Prema Racing csapathoz, ahol Sean Gelael csapattársaként versenyzett. Az évben két főversenyt és egy sprintversenyt is nyert, továbbá hatszor állt fel a dobogóra. A szezon végi összetett táblázatban a 4. pozíciót foglalta el. 2019-re az ART Grand Prix versenyzője lett, Nyikita Mazepin csapattársaként. A szezonban meggyőző teljesítménnyel: négy győzelemmel és tizenkettő dobogós helyezéssel az orosz nagydíj főfutamán, ahol szintén az első helyen intette le a kockás zászló bebiztosította az egyéni világbajnoki címét.

### Formula–1
Elég fiatalon, 2010 januárjában aláírt a McLarenhez, és a csapat juniorprogramjának tagja lett. Közel 10 évnyi együttműködés után, 2019-ben távozott az istállótól. 2020 decemberében a Mercedes gyári csapata őt és Stoffel Vandoornet nevezte a 2020-as Formula–1 világbajnoki szezon utáni újonctesztre Abu-dzabiban. 2021-re a gárda hivatalos tartalékosa lett.
A 2022-es spanyol nagydíj 1. szabadedzésén éles versenyhétvégén vezethette a Williams egyik autóját. Ugyanebben az évben Alexander Albont helyettesítette a monzai versenyhétvégén, és mind az időmérőn, mindpedig a versenyen meggyőző teljesítményt nyújtva a 9., pontszerző helyen fejezte be az olasz nagydíjat.
Ezt követően több csapat figyelmét is felkeltette, 2022. október elején pedig az AlphaTauri bejelentette, hogy de Vries lesz Cunoda Júki csapattársa a 2023-as világbajnoki sorozatban. A szezon 10. futamát követően bejelentették menesztését a csapattól a vártnál gyengébb teljesítménye miatt. A megüresedett ülését a visszatérő versenyző Daniel Ricciardo vette át a magyar nagydíjtól kezdve.

### Formula–E
A holland versenyző több alkalommal is tesztelhetett Formula–E autót, többek közt az Audi-nál, illetve a NIO-nál is. 2019. szeptember 10-én a 2019–20-as idényre gyári csapatot indító Mercedes bejelentette, hogy leszerződtették Stoffel Vandoorne csapattársaként.
A 2020–2021-es világbajnoki sorozatot Szaúd-Arábiában a pole-pozícióból indulva győzelemmel kezdte. A rijádi második fordulós futamon nem vehetett részt, miután a Mercedes versenyzőit kizárták a az időmérőről. Áprilisban a sorozat római versenyhétvégéjén az első futamon csapattársával ütközött össze, így nem szerzett pontot. Az ezt követő valenciai versenyhétvége első versenyén újabb győzelmet szerzett egy kaotikus, az ütközések miatt ötször is biztonsági autós fázissal megszakított futamon. Az ezt követő fordulókon nem szerzett sok pontot, Mexikóban a második versenyen pedig a Lucas di Grassival való ütközés okozása miatt büntették a sportfelügyelők. A július végén rendezett londoni versenyhétvége második versenyén a 2. helyen ért célba Alex Lynn mögött. Az augusztusban Berlinben rendezett záróhétvége előtt a kiegyenlített szezon végén de Vries vezette a pontversenyt, és végül ezt a pozícióját meg is tartotta az utolsó két verseny részben a számára kedvező alakulása miatt, így ő lett a sorozat első hivatalos világbajnoka.

### Sportautózás
2016-tól 2019-ig az Audi Sport Racing Academy tagja volt.
2018. március 15-én De Vries aláírt a Racing Team Nederland csapatához az LMP2 osztályban. Megnyerte a Fuji 6 órást 2019. október 6-án, ami az első győzelmük volt ebben az osztályban. De Vries az utolsó etapban, a célba érésig vezette az autót.
2020. július 6-án bejelentették, hogy a Toyota Gazoo Racing Europe GmbH teszt- és tartalékpilótája lett. Feladatai közé tartozott, többek között a Toyota TS050 Hybrid és a Toyota új hiperautójának tesztelése.
A 2022-es Le Mans-i 24 órás versenyt megelőző teszthéten az szervező illetékes ACO illetékesei megtiltották a TDS Racing x Vaillante pilótája, a francia Philippe Cimadomo indulását. A Toyota csapatnál betöltött tartalék szerepe miatt de Vries már a pályán volt, és felkérték, hogy helyettesítse Cimadomót, akinek a bronzstátusza és de Vries platina licensze miatt az autót Pro Am-ből, a Pro kategóriába helyezték át.
2023. november 20-án kiderült, hogy a #7-es számú Toyota Gazoo Racing 2024-es WEC indulója lett, a távozó José María López helyén.

## Eredményei

### Karrier összefoglaló
| Szezon  | Bajnokság                       | Csapat                          | Verseny        | Győzelem       | Pole           | Leggyorsabb kör | Dobogós helyezés | Pont           | Helyezés       |
| ------- | ------------------------------- | ------------------------------- | -------------- | -------------- | -------------- | --------------- | ---------------- | -------------- | -------------- |
| 2012    | Formula Renault 2.0 Európa-kupa | R-ace GP                        | 14             | 0              | 0              | 1               | 2                | 78             | 5.             |
| 2012    | Formula Renault 2.0 NEC         | R-ace GP                        | 11             | 1              | 1              | 2               | 4                | 166            | 10.            |
| 2013    | Formula Renault 2.0 Európa-kupa | Koiranen GP                     | 14             | 2              | 1              | 2               | 5                | 113            | 5.             |
| 2013    | Formula Renault 2.0 Alps        | Koiranen GP                     | 6              | 0              | 0              | 0               | 2                | 68             | 8.             |
| 2014    | Formula Renault 2.0 Európa-kupa | Koiranen GP                     | 14             | 5              | 6              | 5               | 10               | 254            | 1.             |
| 2014    | Formula Renault 2.0 Alps        | Koiranen GP                     | 14             | 9              | 9              | 10              | 12               | 300            | 1.             |
| 2015    | Formula Renault 3.5 Series      | DAMS                            | 17             | 1              | 1              | 1               | 6                | 160            | 3.             |
| 2016    | GP3                             | ART Grand Prix                  | 18             | 2              | 1              | 1               | 5                | 133            | 6.             |
| 2017    | Formula–2                       | Rapax                           | 13             | 1              | 0              | 0               | 4                | 114            | 7.             |
| 2017    | Formula–2                       | Racing Engineering              | 8              | 0              | 0              | 2               | 1                | 114            | 7.             |
| 2018    | Formula–2                       | Prema Racing                    | 24             | 3              | 2              | 6               | 6                | 202            | 4.             |
| 2018–19 | WEC                             | Racing Team Nederland           | 6              | 0              | 0              | 2               | 0                | 64             | 9.             |
| 2019    | Formula–2                       | ART Grand Prix                  | 22             | 4              | 5              | 3               | 12               | 266            | 1.             |
| 2019–20 | WEC                             | Racing Team Nederland           | 6              | 1              | 0              | 2               | 2                | 99             | 10.            |
| 2019–20 | Formula–E                       | Mercedes-Benz EQ Formula E Team | 11             | 0              | 0              | 0               | 1                | 60             | 11.            |
| 2020    | Európai Le Mans-széria          | G-Drive Racing                  | 3              | 1              | 0              | 1               | 2                | 43             | 5.             |
| 2020–21 | Formula–E                       | Mercedes EQ Formula E Team      | 13             | 2              | 1              | 2               | 4                | 95             | 1.             |
| 2021    | WEC                             | G-Drive Racing                  | 1              | 0              | 0              | 0               | 0                | 0‡             | HN‡            |
| 2021    | WEC                             | Racing Team Nederland           | 1              | 0              | 0              | 0               | 1                | 15             | 19.            |
| 2021    | Európai Le Mans-széria          | G-Drive Racing                  | 5              | 1              | 2              | 1               | 2                | 67             | 5.             |
| 2021    | Formula–1                       | Mercedes                        | Tartalépilóta  | Tartalépilóta  | Tartalépilóta  | Tartalépilóta   | Tartalépilóta    | Tartalépilóta  | Tartalépilóta  |
| 2021–22 | Formula–E                       | Mercedes EQ Formula E Team      | 16             | 2              | 1              | 1               | 3                | 106            | 9.             |
| 2022    | Formula–1                       | Mercedes                        | Tartalékpilóta | Tartalékpilóta | Tartalékpilóta | Tartalékpilóta  | Tartalékpilóta   | Tartalékpilóta | Tartalékpilóta |
| 2022    | Formula–1                       | McLaren                         | Tartalékpilóta | Tartalékpilóta | Tartalékpilóta | Tartalékpilóta  | Tartalékpilóta   | Tartalékpilóta | Tartalékpilóta |
| 2022    | Formula–1                       | Williams                        | Tartalékpilóta | Tartalékpilóta | Tartalékpilóta | Tartalékpilóta  | Tartalékpilóta   | Tartalékpilóta | Tartalékpilóta |
| 2022    | Formula–1                       | Aston Martin                    | Tartalékpilóta | Tartalékpilóta | Tartalékpilóta | Tartalékpilóta  | Tartalékpilóta   | Tartalékpilóta | Tartalékpilóta |
| 2023    | Formula–1                       | AlphaTauri                      | 10             | 0              | 0              | 0               | 0                | 0              | 22.            |
| 2023–24 | Formula–E                       | Mahindra Racing                 | 0              | 0              | 0              | 0               | 0                | 0              | —              |
| 2024    | WEC                             | Toyota Gazoo Racing             | 0              | 0              | 0              | 0               | 0                | 0              | —              |

* A szezon jelenleg is zajlik.
‡ Mivel de Vries vendégpilóta volt, ezért nem részesült bajnoki pontokban.

### Teljes Formula Renault 3.5 Series eredménylistája
(Táblázat értelmezése)

(Félkövér: pole-pozícióból indult; dőlt: leggyorsabb kört futott) 

| Év   | Csapat | 1       | 2     | 3        | 4       | 5     | 6        | 7       | 8       | 9       | 10      | 11       | 12      | 13      | 14      | 15       | 16      | 17      | Helyezés | Pont |
| ---- | ------ | ------- | ----- | -------- | ------- | ----- | -------- | ------- | ------- | ------- | ------- | -------- | ------- | ------- | ------- | -------- | ------- | ------- | -------- | ---- |
| 2015 | DAMS   | ARA 1 7 | ARA 2 | MON 1 11 | SPA 1 9 | SPA 2 | HUN 1 11 | HUN 2 9 | RBR 1 3 | RBR 2 5 | SIL 1 4 | SIL 2 Ki | NÜR 1 2 | NÜR 2 3 | LMS 1 7 | LMS 2 10 | JER 1 4 | JER 2 1 | 3.       | 160  |

### Teljes GP3 eredménysorozata
(Táblázat értelmezése)

(Félkövér: pole-pozícióból indult; dőlt: leggyorsabb kört futott) 

| Év   | Csapat         | 1         | 2         | 3         | 4         | 5         | 6         | 7          | 8          | 9         | 10        | 11        | 12        | 13        | 14        | 15         | 16        | 17        | 18         | Helyezés | Pont |
| ---- | -------------- | --------- | --------- | --------- | --------- | --------- | --------- | ---------- | ---------- | --------- | --------- | --------- | --------- | --------- | --------- | ---------- | --------- | --------- | ---------- | -------- | ---- |
| 2016 | ART Grand Prix | ESP FEA 9 | ESP SPR 5 | AUT FEA 3 | AUT SPR 4 | GBR FEA 5 | GBR SPR 8 | HUN FEA 20 | HUN SPR 13 | GER FEA 2 | GER SPR 8 | BEL FEA 3 | BEL SPR 8 | ITA FEA 7 | ITA SPR 1 | MAL FEA 13 | MAL SPR 6 | UAE FEA 1 | UAE SPR 11 | 6.       | 133  |

### Teljes FIA Formula–2-es eredménysorozata
(Táblázat értelmezése)

(Félkövér: pole-pozícióból indult; dőlt: leggyorsabb kört futott) 

| Év   | Csapat             | 1          | 2         | 3          | 4          | 5         | 6          | 7          | 8          | 9          | 10          | 11         | 12         | 13        | 14        | 15        | 16        | 17         | 18         | 19         | 20         | 21        | 22        | 23         | 24         | Helyezés | Pont |
| ---- | ------------------ | ---------- | --------- | ---------- | ---------- | --------- | ---------- | ---------- | ---------- | ---------- | ----------- | ---------- | ---------- | --------- | --------- | --------- | --------- | ---------- | ---------- | ---------- | ---------- | --------- | --------- | ---------- | ---------- | -------- | ---- |
| 2017 | Rapax              | BHR FEA 10 | BHR SPR 6 | ESP FEA 10 | ESP SPR Ki | MON FEA 7 | MON SPR 1  | AZE FEA 2  | AZE SPR Ki | AUT FEA 13 | AUT SPR 16† | GBR FEA Ni | GBR SPR 7  | HUN FEA 3 | HUN SPR 3 |           |           |            |            |            |            |           |           |            |            | 7.       | 114  |
| 2017 | Racing Engineering |            |           |            |            |           |            |            |            |            |             |            |            |           |           | BEL FEA 5 | BEL SPR 2 | ITA FEA 18 | ITA SPR 12 | JER FEA 13 | JER SPR 6  | UAE FEA 4 | UAE SPR 9 |            |            | 7.       | 114  |
| 2018 | Prema Racing       | BHR FEA 6  | BHR SPR 5 | AZE FEA Ki | AZE SPR 2  | ESP FEA 2 | ESP SPR Ki | MON FEA Ki | MON SPR 9  | FRA FEA 5  | FRA SPR 1   | AUT FEA Ki | AUT SPR 14 | GBR FEA 7 | GBR SPR 7 | HUN FEA 1 | HUN SPR 7 | BEL FEA 1  | BEL SPR 4  | ITA FEA 9  | ITA SPR 17 | RUS FEA 3 | RUS SPR 4 | UAE FEA 4  | UAE FEA 5  | 4.       | 202  |
| 2019 | ART Grand Prix     | BHR FEA 6  | BHR SPR 7 | AZE FEA 2  | AZE SPR 6  | ESP FEA 5 | ESP SPR 1  | MON FEA 1  | MON SPR 7  | FRA FEA 1  | FRA SPR 10  | AUT FEA 3  | AUT SPR 3  | GBR FEA 6 | GBR SPR 3 | HUN FEA 2 | HUN SPR 6 | BEL FEA T  | BEL SPR T  | ITA FEA 3  | ITA SPR 3  | RUS FEA 1 | RUS SPR 2 | UAE FEA 13 | UAE SPR 13 | 1.       | 266  |

† A versenyt nem fejezte be, de helyezését értékelték, mert a versenytáv több, mint 90%-át teljesítette.

### Teljes Formula–E eredménylistája
(Táblázat értelmezése)

(Félkövér: pole-pozícióból indult; dőlt: leggyorsabb kört futott) 

| Év      | Csapat      | 1      | 2      | 3      | 4      | 5      | 6      | 7      | 8      | 9      | 10     | 11     | 12     | 13     | 14     | 15     | 16     | Helyezés | Pont |
| ------- | ----------- | ------ | ------ | ------ | ------ | ------ | ------ | ------ | ------ | ------ | ------ | ------ | ------ | ------ | ------ | ------ | ------ | -------- | ---- |
| 2019–20 | Mercedes EQ | ADR 6  | ADR 16 | SAN 5  | MEX Ki | MAR 11 | BER 4  | BER Ki | BER 18 | BER 4  | BER 14 | BER 2  |        |        |        |        |        | 11.      | 60   |
| 2020–21 | Mercedes EQ | DIR 1  | DIR 9  | ROM Ki | ROM Ki | VAL 1  | VAL 16 | MON Ki | PUE 9  | PUE Ki | NYC 13 | NYC 18 | LON 2  | LON 2  | BER 22 | BER 8  |        | 1.       | 99   |
| 2021–22 | Mercedes EQ | DIR 1  | DIR 10 | MEX 6  | ROM Ki | ROM 14 | MON 10 | BER 10 | BER 1  | JAK Ki | MAR 6  | NYC 10 | NYC 7  | LON 6  | LON 3  | SEO Ki | SEO Ki | 9.       | 106  |
| 2023–24 | Mahindra    | MEX 15 | DIR 17 | DIR 15 | SAP 14 | TOK Ki | MIS 14 | MIS 15 | MCO 12 | BER    | BER    | SHA 7  | SHA 16 | ROM 12 | ROM Ki | LON 4  | LON 16 | 18.      | 18   |

* A szezon jelenleg is zajlik.

### Teljes FIA World Endurance Championship eredménysorrozata
(Táblázat értelmezése)

(Félkövér: pole-pozícióból indult; dőlt: leggyorsabb kört futott) 

| Év      | Csapat                | Osztály  | Autó                | Motor                          | 1      | 2     | 3     | 4     | 5     | 6     | 7     | 8     | Helyezés | Pont |
| ------- | --------------------- | -------- | ------------------- | ------------------------------ | ------ | ----- | ----- | ----- | ----- | ----- | ----- | ----- | -------- | ---- |
| 2018–19 | Racing Team Nederland | LMP2     | Dallara P217        | Gibson GK428 4.2 L V8          | SPA    | LMS   | SIL 5 | FUJ 7 | SHA 5 | SEB 9 | SPA 5 | LMS 5 | 9.       | 64   |
| 2019–20 | Racing Team Nederland | LMP2     | Oreca 07            | Gibson GK428 4.2 L V8          | SIL    | FUJ 1 | SHA 5 | BHR 5 | COA 5 | SPA   | LMS 6 | BHR   | 10.      | 99   |
| 2021    | G-Drive Racing        | LMP2     | Aurus 01            | Gibson GK428 4.2 L V8          | SPA Ki | ALG   |       | LMS   | BHR   | BHR   |       |       | HN‡      | 0‡   |
| 2021    | Racing Team Nederland | LMP2     | Oreca 07            | Gibson GK428 4.2 L V8          |        |       | MNZ 3 |       |       |       |       |       | 19.      | 15   |
| 2024    | Toyota Gazoo Racing   | Hypercar | Toyota GR010 Hybrid | Toyota 3.5 L Turbo V6 (Hybrid) | QAT    | IMO   | SPA   | LMS   | SÃO   | COA   | FUJ   | BHR   | *        | *    |

‡ Mivel de Vries vendégpilóta volt, ezért nem részesült bajnoki pontokban.

### Le Mans-i 24 órás autóverseny
| Év   | Csapat                 | Csapattárs                         | Autó                | Kategória | Kör | Összetett Helyezés | Kategória Helyezés |
| ---- | ---------------------- | ---------------------------------- | ------------------- | --------- | --- | ------------------ | ------------------ |
| 2019 | Racing Team Nederland  | Giedo van der Garde Frits van Eerd | Dallara P217-Gibson | LMP2      | 340 | 26.                | 15.                |
| 2020 | Racing Team Nederland  | Giedo van der Garde Frits van Eerd | Oreca 07-Gibson     | LMP2      | 349 | 19.                | 15.                |
| 2021 | G-Drive Racing         | Roman Ruszinov Franco Colapinto    | Aurus 01-Gibson     | LMP2      | 358 | 12.                | 7.                 |
| 2022 | TDS Racing x Vaillante | Mathias Beche Tijmen van der Helm  | Oreca 07-Gibson     | LMP2      | 368 | 8.                 | 7.                 |
| 2024 | Toyota Gazoo Racing    | Mike Conway Kobajasi Kamui         | Toyota GR010 Hybrid | Hypercar  |     |                    |                    |

### Teljes Európai Le Mans-széria eredménylistája
(Táblázat értelmezése)

(Félkövér: pole-pozícióból indult; dőlt: leggyorsabb kört futott) 

| Év   | Csapat         | Osztály | Kasztni  | Motor                 | 1     | 2     | 3     | 4      | 5      | 6     | Helyezés | Pont |
| ---- | -------------- | ------- | -------- | --------------------- | ----- | ----- | ----- | ------ | ------ | ----- | -------- | ---- |
| 2020 | G-Drive Racing | LMP2    | Aurus 01 | Gibson GK428 4.2 L V8 | LEC 2 | SPA   | LEC   | MNZ Ki | ALG 1  |       | 5.       | 43   |
| 2021 | G-Drive Racing | LMP2    | Aurus 01 | Gibson GK428 4.2 L V8 | CAT 4 | RBR 2 | LEC 1 | MNZ    | SPA Ki | ALG 5 | 5.       | 67   |

### Teljes Formula–1-es eredménysorozata
(Táblázat értelmezése)

(Félkövér: pole-pozícióból indult; dőlt: leggyorsabb kört futott) 

| Év   | Csapat       | 1      | 2      | 3       | 4      | 5      | 6      | 7      | 8      | 9      | 10     | 11  | 12     | 13  | 14  | 15  | 16     | 17  | 18  | 19  | 20     | 21  | 22  | Helyezés | Pont |
| ---- | ------------ | ------ | ------ | ------- | ------ | ------ | ------ | ------ | ------ | ------ | ------ | --- | ------ | --- | --- | --- | ------ | --- | --- | --- | ------ | --- | --- | -------- | ---- |
| 2022 | Williams     | BHR    | SAU    | AUS     | EMI    | MIA    | ESP Tp | MON    | AZE    | CAN    | AUT    | GBR |        |     |     |     | ITA 9  | SIN | JPN | USA |        |     |     | 21.      | 2    |
| 2022 | Mercedes     |        |        |         |        |        |        |        |        |        |        |     | FRA Tp | HUN | BEL | NED |        |     |     |     | MEX Tp | BRA | UAE | 21.      | 2    |
| 2022 | Aston Martin |        |        |         |        |        |        |        |        |        |        |     |        |     |     |     | ITA Tp |     |     |     |        |     |     | 21.      | 2    |
| 2023 | AlphaTauri   | BHR 14 | SAU 14 | AUS 15† | AZE Ki | MIA 18 | MON 12 | ESP 14 | CAN 18 | AUT 17 | GBR 17 | HUN | BEL    | NED | ITA | SIN | JPN    | QAT | USA | MEX | BRA    | LVS | UAE | 22.      | 0    |

† A versenyt nem fejezte be, de helyezését értékelték, mert a versenytáv több, mint 90%-át teljesítette.